# Qingyang (Gansu)
Qingyang (庆阳市; pinyin: Qìngyáng Shì) er et bypræfektur i den kinesiske provins Gansu. Qingyang er det østligste præfektur i Gansu provinsen og kaldes nogen gange på kinesisk "Longdong" (陇东). Mod norvest ligger Ningxiaprovinsen og mod øst Shaanxi. Præfekturet ligger ved den Den gule flod.

## Administrative enheder
Qingyang har et areal på 27.119 km² og der er 2.550.000 indbyggere (2004); Den består af et bydistrikt og syv amter:
- Bydistriktet Xifeng – 西峰区 Xīfēng Qū ; 996 km², 330.000 indbyggere, Regierungssitz in der Jiulong nanlu 九龙南路;
- Amtet Qingcheng – 庆城县 Qìngchéng Xiàn ; 2.673 km², 320.000 indbyggere, hovedbyen er Qingcheng 庆城镇;
- Amtet Huan – 环县 Huán Xiàn ; 9.236 km², 340.000 indbyggere, hovedbyen er Huancheng 环城镇
- Amtet Huachi – 华池县 Huáchí Xiàn ; 3.776 km², 130.000 indbyggere, hovedbyen er Rouyuan 柔远镇
- Amtet Heshui – 合水县 Héshuǐ Xiàn ; 2.976 km², 170.000 indbyggere, hovedbyen er Xihuachi 西华池镇
- Amtet Zhengning – 正宁县 Zhèngníng Xiàn ; 1.329 km², 230.000 indbyggere, hovedbyen er Shanhe 山河镇
- Amtet Ning – 宁县 Níng Xiàn ; 2.633 km², 520.000 indbyggere, hovedbyen er Xinning 新宁镇
- Amtet Zhenyuan – 镇原县 Zhènyuán Xiàn 3.500 km², 510.000 indbyggere, hovedbyen er Chengguan 城关镇.

35°44′N 107°38′Ø / 35.733°N 107.633°Ø